# Pedro de Villagra y Martínez

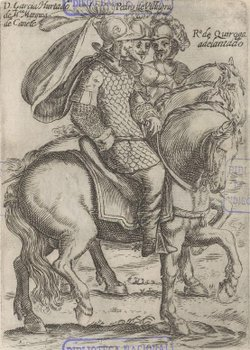

Pedro de Villagra y Martínez (* 1513 in Mombeltrán, Spanien; † 11. September 1577 in Lima, Peru) war ein spanischer Soldat, der an der Eroberung des heutigen Chile teilnahm und dieses Gebiet als Gouverneur verwaltete.

## Leben
De Villagra, dessen Vater, Juan de Villagra, ein kleiner Beamter war, begab sich 1537 von seiner Heimat Spanien nach Cartagena de Indias im Norden des heutigen Kolumbiens erstmals in die Neue Welt. Seine Reise führte ihn über Santa Marta weiter nach Peru. Mit der Expedition von Pedro de Valdivia gelangte er nach Chile. 
Nach der Gründung Santiagos übertrug der Expeditionsleiter de Villagra das Amt des Bürgermeisters für vier Jahre. Nach dem Tod Valdivias in einer erfolglosen Schlacht gegen die Mapuche zog sich de Villagra nach Peru zurück, wo er Beatriz de Figueroa ehelichte. 
Nachdem sein Neffe, Francisco de Villagra, das Gouverneursamt von Chile übernahm, kehrte Pedro de Villgra y Martínez in diese Kolonie zurück und nahm ebenfalls an dem Krieg gegen die Mapuche teil. Nachdem Francisco wegen einer Krankheit unfähig war, die Truppen zu kommandieren, übernahm Pedro das Kommando über die südlichen Heeresteile. 1556 schlug er die Mapuche unter Lautaro, der das Heer schon erfolgreich gegen Valdivia ins Feld geführt hatte, in der Schlacht von Peteroa, in der von vierzig ins Feld geführten Spaniern lediglich zwei starben, von dem ungleich größeren Mapucheheer, das sich aus mehreren tausend Kriegern zusammensetzte und gut 500 Soldaten einbüßte, zurück. 
Als Ende Juni 1561 Francisco de Villagra verstarb, ließ er sein Amt an Pedro de Villagra übergeben. Dieses Amt wurde ihm später vom Vizekönig von Peru, Diego López de Zúñiga y Velasco bestätigt. Das neu erworbene Amt erlaubte es ihm, sich die Truppen nach eigenem Plan zurechtzurücken. So schwächte er die Festung Arauco zugunsten der Festungen Angol und Concepción. Durch die Aktionen wollte er die Armeen zentralisieren. De Villagras Taktik zeigte später eine positive Wirkung, denn es gelang Lorenzo Bernal del Mercado, dem Führer der Truppen in der Schlacht von Angol, große Breschen in die Truppen der Mapuche zu hauen. Die Truppen aus der Garnison Angol erwiesen sich dabei als besonders effektiv. Auch spätere Schlachten, wie die Belagerung von Concepción fielen zugunsten der Spanier aus. Nachdem man die Mapuche sowohl im Norden als auch im Süden geschlagen hatte, kam es zu einigen Jahren des scheinbaren Friedens zwischen beiden Konfliktparteien. 
Doch die politische Lage de Villagras verschlechterte sich für ihn als der Vizekönig 1564 starb. Nach den Anweisungen des Nachfolgers de Zúñigas wurde de Villagra ein Jahr später durch Rodrigo de Quiroga ersetzt. Nachdem de Villagra gefangen gesetzt worden war, brachte man ihn nach Peru, wo dieser seinen Namen rein waschen wollte. De Villagra konnte einen Freispruch erwirken, woraufhin er sich schriftlich an den spanischen König wandte und ihn um eine Wiedergutmachung zu bitten, doch sein Schreiben wurde nie erwidert. 
Pedro de Villagra y Martínez starb ein Jahrzehnt später, am 11. September 1577, in Lima.
| Personendaten    | Personendaten                                                      |
| ---------------- | ------------------------------------------------------------------ |
| NAME             | Villagra y Martínez, Pedro de                                      |
| KURZBESCHREIBUNG | spanischer Soldat und Gouverneur eines Gebiets des heutigen Chiles |
| GEBURTSDATUM     | 1513                                                               |
| GEBURTSORT       | Mombeltrán, Spanien                                                |
| STERBEDATUM      | 11. September 1577                                                 |
| STERBEORT        | Lima, Peru                                                         |